# Ergonomická židle

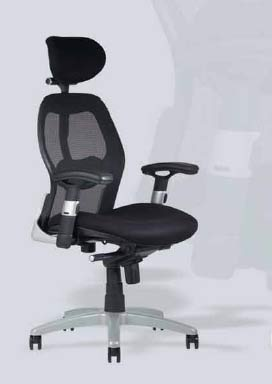
Pohled na ergonomickou židli.

Ergonomická pracovní židle je židle, která poskytuje při práci sedícímu vyšší komfort s prvky aktivního sezení. Výsledkem používání ergonomické židle je snížená statická zátěž zádových svalů, menší únava a s tím související vyšší produktivita. 
Od pracovní židle je třeba odlišovat jídelní, čekárenské  a židle relaxační, které tvoří přechod ke křeslům. Speciální kategorii tvoří sedadla pro filmové, divadelní a sportovní diváky nebo koncertní sály a dále sedadla řidičů a cestujících v dopravě.

## Požadavky
Na pracovní kancelářskou, případně dílenskou židli jsou kladeny ergonomické požadavky rozměrové podle tabulek akceptujících průměrné rozměry těla dané populační skupiny, tvarové, tepelné, hygienické o vzhledové. U velmi specializovaných činnosti pak přizpůsobené, čím ztrácí univerzalitu.

## Důležité prvky ergonomické židle
- Kvalita sedáku

Sedák musí být přiměřeně měkký, ale nesmí se protlačovat do hloubky více než 2-3 cm, aby se udrželo přirozené napětí svalového korzetu páteře. Sedák i opěrák by měly být méně tepelně vodivé a částečně prodyšné, aby odváděly vlhkost. Přední hrana sedáku musí být oblá, případně měkká, aby netlačila na svaly. Poloha sedáku by měla jít zvyšovat a snižovat, tak aby si ji sedící mohl nastavit pro svou tělesnou výšku. Výhodou je možnost posunu sedáku vpřed a vzad. Užitečnými alternativami sedáku jsou kolébavé (ale pak fixovatelné) řešení nebo tzv. forma sedlového sedáku.
- Podpěrky pro ruce

Područky poskytují oporu rukám při aktivitách, kdy je v lokti pravý úhel, a ulevují tak nejen svalům loktů, ale také svalům na ramenou a v šíji. Měli by být měkké, aby nedocházelo k otlakům při jejich používání, a přitom pevné, s možností výškového nastavení.
- Nastavitelná opora zad – opěráku

Zádová opěrka je velmi důležitá, neboť záda jsou při sezení nejvíce namáhána. Poskytuje oporu především v bederní oblasti. Měla by být výškově nastavitelná a mít možnost pohybu vpřed a vzad a umožnit tím aktivní sezení. Výhodou je možnost aretace pohybu vpřed a vzad a nastavitelná tuhost.
- Opěrka hlavy

Při běžné činnosti není využívána, ale při chvilkové relaxaci ano. V záklonu přitom poskytuje oporu krční páteři a pomáhá nést váhu hlavy. Standardem kvality pro relaxaci jsou boční opěrné prvky, které jsou také pojistkou proti natažení svalů při krátkém spánku.
- Kolečka a otáčecí mechanismus

Díky kolečkům můžete komfortně měnit polohu na pracovišti. Měla by se lehce otáčet. Tvar a velikost se liší podle druhu povrchu, pro který jsou určena. Otáčecí mechanismus zajišťuje snadné dosažení pracovních poloh, ovšem různé typy předklonů a rotací jsou užitečným prvkem dynamického sezení. 
- Kolébací mechanismus sedáku

Rozšiřuje možnosti skutečně aktivního sezení – kolébání a naklánění. Je však nezbytné, aby byl fixovatelný, trvalé kolébání vyhovuje málokomu.